# Горбик Олександр Анатолійович
Олександр Анатолійович Горбик (нар. 23 січня 1954) — радянський футболіст, півзахисник.

## Життєпис
Олександр Горбик народився 23 січня 1954 року. Вихованець ДЮСШ «Суднобудівник» (Миколаїв), перший тренер — Євген Лемешко. Дорослу футбольну кар'єру розпочав 1971 року в рідному «Суднобудівнику», кольори якого захищав до 1976 року. За цей час у чемпіонатах СРСР провів 60 поєдинків та відзначився 7-ма голами. У 1976 році перейшов до запорізького «Металурга». Дебютував у першій лізі 30 травня 1976 року в переможному (1:0) домашньому поєдинку 11-го туру проти кишинівського «Ністру». Олександр вийшов у стартовому складі та відіграв увесь матч. Дебютними голами у першій лізі відзначився 9 серпня 1976 року на 60-ій та 81-ій хвилинах переможного (4:0) домашнього поєдинку 23-го туру проти ризької «Даугави». У складі «Металурга» зіграв 28 матчів (3 голи) у першій союзній лізі. У 1978 році повернувся до Миколаєва, де в складі корабелів у другій лізі 43 матчі та відзначився 4-ма голами. Того ж року знову приєднався до «Металурга», кольори якого захищав до 1980 року. За цей час у чемпіонатах СРСР зіграв 116 матчів та відзначився 12-ма голами, у кубку СРСР — 12 матчів (1 гол). У 1981 року переїхав до Харкова, де приєднався до «Металіста», який виступав у першій лізі чемпіонату СРСР. У тому сезоні зіграв у 38 матчах. У 1982 році виступав у друголіговому харківському клубі «Маяк» (21 матч, 5 голів). Того ж року повернувся до «Металіста», який здобув путівку до вищої ліги. У вищій лізі чемпіонату СРСР у складі харківського клубу дебютував 14 липня 1982 року в програному (0:1) виїзному поєдинку 15-го туру проти московського ЦСКА. Олександр вийшов у стартовому складі та відіграв увесь поєдинок. Дебютним голом у «вишці» відзначився 3 серпня 1982 року на 49-ій хвилині (реалізував пенальті) нічийного (3:3) домашнього поєдинку 19-го туру проти «Торпедо» (Кутаїсі). Горбик вийшов у стартовому складі та відіграв увесь матч У футболці «Металіста» виступав до 1983 році. У 1984 році знову захищав кольори друголігового харківського «Маяка» (6 матчів, 1 гол).
У 1987 році захищав кольори аматорських клубів з Кременчука «Кремінь» та «Вагонобудівник». Того ж року зіграв 6 матчів (1 гол) у футболці друголігової вінницької «Ниви». У 1988 році виступав в аматорських клубах «Металург» (Куп'янськ) та «Колос» (Красноград). У 1990 році захищав кольори клубу «Колос» (Коломак) у чемпіонаті Харківської області.

## Досягнення
- Кубок СРСР
  -  Фіналіст (1): 1983